# Schuddig Mundle
Die Schuddig Mundle ist eine Larve der Schwäbisch-alemannischen Fastnacht, die ihren höchsten Bekanntheitsgrad im südbadischen Raum findet und ein Element der traditionellen Elzacher Fasnachtstracht ist.
Die Maske besteht meist aus einem hölzernen, das Gesicht vollständig bedeckendem Teil und einem zum Teil sehr hohen, ausladenden Schmuckwerk als Kopfbedeckung.

## Geschichte
Die Art dieser Masken findet ihren zeitlichen Ursprung im frühen 19. Jahrhundert.

## Etymologie
Der Begriff „schuddig“ geht sprachgeschichtlich möglicherweise auf „schurtig“ zurück, der alemannischen Bezeichnung für den Aschermittwoch („Schauertag“). Später ging der Begriff auf die Masken der Fastnacht über. Der Name Mundle stammt von dem Weber Edmund Kammerer (Spitzname: Der Mundle), welcher im 19. Jahrhundert in Elzach gelebt hat und diese Larve erstmals trug.

## Verwendung
Der Schuttig ist die (Haupt-)Narrengestalt der Elzacher Fasnacht. Das Mundle ist hierbei einer von vielen Larventypen, welche von einem Schuttig getragen werden können.